# Pavlin Oglejski
Sveti Pavlin Oglejski (II.), oglejski patriarh, cerkveni pisatelj in apostol Slovencev, * okoli 730, Premarjag pri Čedadu, † 11. januar 802.

## Življenje
Sveti Pavlin je bil verjetno rojen v stari furlanski rodbini v obdobju vladavine Langobardov. Kot sholastik se je leta 776 po zavzetju langobardske železne krone s strani frankovskega kralja Karla Velikega pridružil na njegovem dvoru in tam ostal približno deset let. V tem času si je pridobil zaupanje in prijateljstvo številnih učenjakov krščanske Evrope, med drugim z Alkuinom iz Yorka, anglosaškim vodjem palatinske šole, in Arnom, poznejšim škofom (nadškofom) v Salzburgu. Leta 787 je na posredovanje Karla Velikega pri papežu Leonu III. postal oglejski patriarh. V tem času je prišlo s s strani Urgelskega škofa Feliksa do razširjanja nauka o Kristusu kot posinovljencu (tako imenovani adopcianizem). V obrambo cerkvenega nauka zoper Feliksov nauk je sveti Pavlin napisal več knjig. Na cerkvenih zborih v Regensburgu (792) in (794) in pokrajinskem koncilu v Čedadu (796) je javno nastopil proti verskim zmotam in uvedel mnoge predpise o verskih resnicah. 
Ob njegovem imenovanju za oglejskega patriarha se je začel pripravljati tudi za pokristjanjevanje Alpskih Slovanov. Ob zmagi Karla Velikega nad Obri v letih (791) in (795) je sveti Pavlin obiskal novoosvojene kraje in se sestal s salzburškim škofom Arnom, ter se dogovoril o poteku meje med obema metropolijama po reki Dravi. Le ta se je obdržala skoraj celo tisočletje. Njegov načrt in metoda pokristjanjevanja imata zaslugo, da se je vera mirno razširila po celotni pokrajini.

## Delo
- Libellus Sacrosyllabus contra Elipandum
- Libri III contra Felicem (Tri knjige zoper Feliksa)
- Regula Fidei (Versko vodilo)